# Fernando de León (m. 1214)
Fernando de León (1192/1193-1214). Infante de León, fue hijo de Alfonso IX y de su primera esposa, la reina Teresa de Portugal.

## Orígenes familiares
Hijo del rey Alfonso IX de León y de su primera esposa, la reina Teresa de Portugal, sus abuelos paternos fueron el rey Fernando II de León y su primera esposa, la reina Urraca de Portugal, y los maternos Sancho I de Portugal y la reina Dulce de Barcelona.

## Biografía
Se desconoce su fecha exacta de nacimiento, aunque debió de ocurrir entre los años 1192 y 1193. Fue el primogénito varón del rey Alfonso IX y por ello, heredero del trono leonés. Sus padres contrajeron matrimonio en la ciudad de Guimarães en 1191, aunque en 1194 dicho matrimonio fue anulado por el papa Celestino III y los dos cónyuges se separaron. Los tres hijos nacidos de su matrimonio siguieron siendo considerados legítimos.
Por su condición de heredero del trono leonés, su nombre consta en los documentos, diplomas y privilegios leoneses de la época. Estuvo presente en las Cortes de Benavente de 1202, junto a su padre el rey y su madrastra, la reina Berenguela, hija de Alfonso VIII de Castilla, que había contraído matrimonio con Alfonso IX de León en 1197.
En marzo de 1211 falleció el rey Sancho I de Portugal y fue sucedido en el trono por su hijo, Alfonso II de Portugal, quien, en la Curia de Coímbra de 1211 se dispuso a fortalecer el poder real, incrementando para ello el patrimonio de la Corona e impidiendo que la Iglesia portuguesa adquiriese bienes raíces. Dispuso además el nuevo soberano portugués que en las fortalezas que pertenecían a sus hermanas, la infanta Sancha y la reina Teresa de Portugal, ya separada del rey Alfonso IX, deberían instalarse alcaides designados por el monarca, y ambas hermanas deberían pagar tributo a la Corona, incumpliendo de ese modo las mandas testamentarias del difunto Sancho I de Portugal, lo que provocó que ambas hermanas se refugiaran en Montemor-o-Velho con el propósito de oponerse a los planes de su hermano.
El papa Inocencio III respaldó a los prelados portugueses, que se oponían a las reformas impuestas por su nuevo soberano, y ordenó al arzobispo de Santiago de Compostela, y a los obispos de Zamora, Astorga, Guarda y Lisboa que, bajo amenazas eclesiásticas, obligasen al monarca lusitano a respetar el testamento de su difunto padre.  Las reformas de Alfonso II de Portugal provocaron el descontento de la nobleza portuguesa, que reclamó el apoyo de Alfonso IX de León. Varios hermanos de Alfonso II de Portugal, entre ellos los infantes Pedro y Fernando, abandonaron Portugal.
Por su parte, la reina Teresa de Portugal, madre del infante Fernando, solicitó el apoyo de su antiguo esposo, Alfonso IX de León, quien invadió el reino de Portugal en marzo de 1212 con un ejército del que formaba parte el infante Pedro de Portugal y el infante Fernando de León, así como numerosos nobles portugueses que militaban en el bando de las infantas sublevadas. Alfonso IX se apoderó de las regiones del Miño y de Trás-os-Montes, ocupó varias plazas portuguesas y derrotó a los portugueses en la batalla de Valdévez, municipio cercano a Guimarães, donde se encontraba Alfonso II de Portugal.
El infante Fernando de León falleció en el mes de agosto de 1214.

## Sepultura
Después de su defunción, el cadáver del infante Fernando fue trasladado a la ciudad gallega de Santiago de Compostela, donde sus restos mortales recibieron sepultura en la Catedral de Santiago, en la que se encontraba sepultado su abuelo, el rey Fernando II de León, y en la que posteriormente recibiría sepultura su padre, el rey Alfonso IX.
En la actualidad, reposan en un sepulcro de piedra ubicado en la Capilla de las Reliquias de la Catedral de Santiago de Compostela, que hace las veces de Panteón Real de la catedral. Sobre el sepulcro, en el que no se halla inscripción alguna, se encuentra colocada la estatua yacente que le representa con aspecto juvenil.